# Henarejos
Henarejos – gmina w Hiszpanii, w prowincji Cuenca, w Kastylii-La Mancha, o powierzchni 145,9 km². W 2011 roku gmina liczyła 189 mieszkańców.